# Liste der Lieder von Metallica

Der Schriftzug der Band

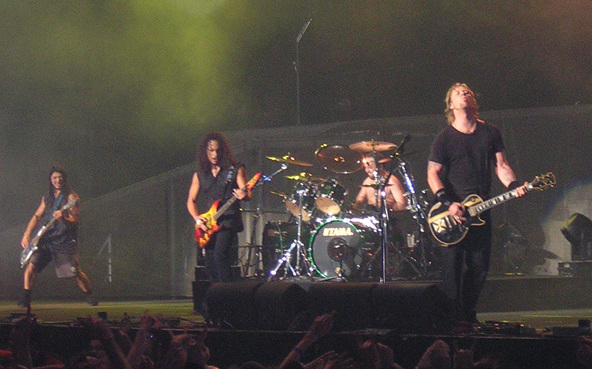
Metallica auf einem Konzert in London 2003

Dies ist eine Liste der Lieder der US-amerikanischen Metal-Band Metallica.

## Eigenkompositionen
| Titel                        | Autoren                             | Album                            | Jahr |
| ---------------------------- | ----------------------------------- | -------------------------------- | ---- |
| Hit the Lights               | Hetfield, Ulrich                    | Kill ’Em All                     | 1983 |
| The Four Horsemen            | Hetfield, Ulrich, Mustaine          | Kill ’Em All                     | 1983 |
| Motorbreath                  | Hetfield                            | Kill ’Em All                     | 1983 |
| Jump in the Fire             | Hetfield, Ulrich, Mustaine          | Kill ’Em All                     | 1983 |
| (Anesthesia)-Pulling Teeth   | Burton                              | Kill ’Em All                     | 1983 |
| Whiplash                     | Hetfield, Ulrich                    | Kill ’Em All                     | 1983 |
| Phantom Lord                 | Hetfield, Ulrich, Mustaine          | Kill ’Em All                     | 1983 |
| No Remorse                   | Hetfield, Ulrich                    | Kill ’Em All                     | 1983 |
| Seek & Destroy               | Hetfield, Ulrich                    | Kill ’Em All                     | 1983 |
| Metal Militia                | Hetfield, Ulrich, Mustaine          | Kill ’Em All                     | 1983 |
| Fight Fire with Fire         | Hetfield, Ulrich, Burton            | Ride the Lightning               | 1984 |
| Ride the Lightning           | Hetfield, Ulrich, Burton, Mustaine  | Ride the Lightning               | 1984 |
| For Whom the Bell Tolls      | Hetfield, Ulrich, Burton            | Ride the Lightning               | 1984 |
| Fade to Black                | Hetfield, Ulrich, Burton, Hammett   | Ride the Lightning               | 1984 |
| Trapped Under Ice            | Hetfield, Ulrich, Hammett           | Ride the Lightning               | 1984 |
| Escape                       | Hetfield, Ulrich, Hammett           | Ride the Lightning               | 1984 |
| Creeping Death               | Hetfield, Ulrich, Burton, Hammett   | Ride the Lightning               | 1984 |
| The Call of Ktulu            | Hetfield, Ulrich, Burton, Mustaine  | Ride the Lightning               | 1984 |
| Battery                      | Hetfield, Ulrich                    | Master of Puppets                | 1986 |
| Master of Puppets            | Hetfield, Ulrich, Burton, Hammett   | Master of Puppets                | 1986 |
| The Thing That Should Not Be | Hetfield, Ulrich, Hammett           | Master of Puppets                | 1986 |
| Welcome Home (Sanitarium)    | Hetfield, Ulrich, Hammett           | Master of Puppets                | 1986 |
| Disposable Heroes            | Hetfield, Ulrich, Hammett           | Master of Puppets                | 1986 |
| Leper Messiah                | Hetfield, Ulrich                    | Master of Puppets                | 1986 |
| Orion                        | Hetfield, Ulrich, Burton            | Master of Puppets                | 1986 |
| Damage Inc.                  | Hetfield, Ulrich, Burton, Hammett   | Master of Puppets                | 1986 |
| Blackened                    | Hetfield, Ulrich, Newsted           | …And Justice for All             | 1988 |
| …And Justice for All         | Hetfield, Ulrich, Hammett           | …And Justice for All             | 1988 |
| Eye of the Beholder          | Hetfield, Ulrich, Hammett           | …And Justice for All             | 1988 |
| One                          | Hetfield, Ulrich                    | …And Justice for All             | 1988 |
| The Shortest Straw           | Hetfield, Ulrich                    | …And Justice for All             | 1988 |
| Harvester of Sorrow          | Hetfield, Ulrich                    | …And Justice for All             | 1988 |
| The Frayed End of Sanity     | Hetfield, Ulrich, Hammett           | …And Justice for All             | 1988 |
| To Live Is to Die            | Hetfield, Ulrich, Burton            | …And Justice for All             | 1988 |
| Dyers Eve                    | Hetfield, Ulrich, Hammett           | …And Justice for All             | 1988 |
| Enter Sandman                | Hetfield, Ulrich, Hammett           | Metallica                        | 1991 |
| Sad but True                 | Hetfield, Ulrich                    | Metallica                        | 1991 |
| Holier than Thou             | Hetfield, Ulrich                    | Metallica                        | 1991 |
| The Unforgiven               | Hetfield, Ulrich, Hammett           | Metallica                        | 1991 |
| Wherever I May Roam          | Hetfield, Ulrich                    | Metallica                        | 1991 |
| Don’t Tread on Me            | Hetfield, Ulrich                    | Metallica                        | 1991 |
| Through the Never            | Hetfield, Ulrich, Hammett           | Metallica                        | 1991 |
| Nothing Else Matters         | Hetfield, Ulrich                    | Metallica                        | 1991 |
| Of Wolf and Man              | Hetfield, Ulrich, Hammett           | Metallica                        | 1991 |
| The God That Failed          | Hetfield, Ulrich                    | Metallica                        | 1991 |
| My Friend of Misery          | Hetfield, Ulrich, Newsted           | Metallica                        | 1991 |
| The Struggle Within          | Hetfield, Ulrich                    | Metallica                        | 1991 |
| Ain’t My Bitch               | Hetfield, Ulrich                    | Load                             | 1996 |
| 2 X 4                        | Hetfield, Ulrich, Hammett           | Load                             | 1996 |
| The House Jack Built         | Hetfield, Ulrich, Hammett           | Load                             | 1996 |
| Until It Sleeps              | Hetfield, Ulrich                    | Load                             | 1996 |
| King Nothing                 | Hetfield, Ulrich, Hammett           | Load                             | 1996 |
| Hero of the Day              | Hetfield, Ulrich, Hammett           | Load                             | 1996 |
| Bleeding Me                  | Hetfield, Ulrich, Hammett           | Load                             | 1996 |
| Cure                         | Hetfield, Ulrich                    | Load                             | 1996 |
| Poor Twisted Me              | Hetfield, Ulrich                    | Load                             | 1996 |
| Wasting My Hate              | Hetfield, Ulrich, Hammett           | Load                             | 1996 |
| Mama Said                    | Hetfield, Ulrich                    | Load                             | 1996 |
| Thorn Within                 | Hetfield, Ulrich, Hammett           | Load                             | 1996 |
| Ronnie                       | Hetfield, Ulrich                    | Load                             | 1996 |
| The Outlaw Torn              | Hetfield, Ulrich                    | Load                             | 1996 |
| Fuel                         | Hetfield, Ulrich, Hammett           | ReLoad                           | 1997 |
| The Memory Remains           | Hetfield, Ulrich                    | ReLoad                           | 1997 |
| Devils Dance                 | Hetfield, Ulrich                    | ReLoad                           | 1997 |
| The Unforgiven II            | Hetfield, Ulrich, Hammett           | ReLoad                           | 1997 |
| Better than You              | Hetfield, Ulrich                    | ReLoad                           | 1997 |
| Slither                      | Hetfield, Ulrich, Hammett           | ReLoad                           | 1997 |
| Carpe Diem Baby              | Hetfield, Ulrich, Hammett           | ReLoad                           | 1997 |
| Bad Seed                     | Hetfield, Ulrich, Hammett           | ReLoad                           | 1997 |
| Where the Wild Things Are    | Hetfield, Ulrich, Newsted           | ReLoad                           | 1997 |
| Prince Charming              | Hetfield, Ulrich                    | ReLoad                           | 1997 |
| Low Man’s Lyric              | Hetfield, Ulrich                    | ReLoad                           | 1997 |
| Attitude                     | Hetfield, Ulrich                    | ReLoad                           | 1997 |
| Fixxxer                      | Hetfield, Ulrich, Hammett           | ReLoad                           | 1997 |
| No Leaf Clover               | Hetfield, Ulrich                    | S&M                              | 1999 |
| - Human                      | Hetfield, Ulrich                    | S&M                              | 1999 |
| I Disappear                  | Hetfield, Ulrich                    | Mission Impossible II-Soundtrack | 2000 |
| Frantic                      | Hetfield, Ulrich, Hammett, Rock     | St. Anger                        | 2003 |
| St. Anger                    | Hetfield, Ulrich, Hammett, Rock     | St. Anger                        | 2003 |
| Some Kind of Monster         | Hetfield, Ulrich, Hammett, Rock     | St. Anger                        | 2003 |
| Dirty Window                 | Hetfield, Ulrich, Hammett, Rock     | St. Anger                        | 2003 |
| Invisible Kid                | Hetfield, Ulrich, Hammett, Rock     | St. Anger                        | 2003 |
| My World                     | Hetfield, Ulrich, Hammett, Rock     | St. Anger                        | 2003 |
| Shoot Me Again               | Hetfield, Ulrich, Hammett, Rock     | St. Anger                        | 2003 |
| Sweet Amber                  | Hetfield, Ulrich, Hammett, Rock     | St. Anger                        | 2003 |
| The Unnamed Feeling          | Hetfield, Ulrich, Hammett, Rock     | St. Anger                        | 2003 |
| Purify                       | Hetfield, Ulrich, Hammett, Rock     | St. Anger                        | 2003 |
| All Within My Hands          | Hetfield, Ulrich, Hammett, Rock     | St. Anger                        | 2003 |
| That Was Just Your Life      | Hetfield, Ulrich, Hammett, Trujillo | Death Magnetic                   | 2008 |
| The End Of the Line          | Hetfield, Ulrich, Hammett, Trujillo | Death Magnetic                   | 2008 |
| Broken, Beat & Scarred       | Hetfield, Ulrich, Hammett, Trujillo | Death Magnetic                   | 2008 |
| The Day That Never Comes     | Hetfield, Ulrich, Hammett, Trujillo | Death Magnetic                   | 2008 |
| All Nightmare Long           | Hetfield, Ulrich, Hammett, Trujillo | Death Magnetic                   | 2008 |
| Cyanide                      | Hetfield, Ulrich, Hammett, Trujillo | Death Magnetic                   | 2008 |
| The Unforgiven III           | Hetfield, Ulrich, Hammett, Trujillo | Death Magnetic                   | 2008 |
| The Judas Kiss               | Hetfield, Ulrich, Hammett, Trujillo | Death Magnetic                   | 2008 |
| Suicide & Redemption         | Hetfield, Ulrich, Hammett, Trujillo | Death Magnetic                   | 2008 |
| My Apocalypse                | Hetfield, Ulrich, Hammett, Trujillo | Death Magnetic                   | 2008 |
| Hate Train                   | Hetfield, Ulrich, Hammett, Trujillo | Beyond Magnetic                  | 2011 |
| Just a Bullet Away           | Hetfield, Ulrich, Hammett, Trujillo | Beyond Magnetic                  | 2011 |
| Hell and Back                | Hetfield, Ulrich, Hammett, Trujillo | Beyond Magnetic                  | 2011 |
| Rebel of Babylon             | Hetfield, Ulrich, Hammett, Trujillo | Beyond Magnetic                  | 2011 |
| Lords of Summer              | Hetfield, Ulrich, Trujillo          | Lords of Summer                  | 2014 |
| Hardwired                    | Hetfield, Ulrich                    | Hardwired…to Self-Destruct       | 2016 |
| Atlas, Rise!                 | Hetfield, Ulrich                    | Hardwired…to Self-Destruct       | 2016 |
| Now That We’re Dead          | Hetfield, Ulrich                    | Hardwired…to Self-Destruct       | 2016 |
| Moth into Flame              | Hetfield, Ulrich                    | Hardwired…to Self-Destruct       | 2016 |
| Dream No More                | Hetfield, Ulrich                    | Hardwired…to Self-Destruct       | 2016 |
| Halo on Fire                 | Hetfield, Ulrich                    | Hardwired…to Self-Destruct       | 2016 |
| Confusion                    | Hetfield, Ulrich                    | Hardwired…to Self-Destruct       | 2016 |
| ManUNkind                    | Hetfield, Ulrich, Trujillo          | Hardwired…to Self-Destruct       | 2016 |
| Here Comes Revenge           | Hetfield, Ulrich                    | Hardwired…to Self-Destruct       | 2016 |
| Am I Savage?                 | Hetfield, Ulrich                    | Hardwired…to Self-Destruct       | 2016 |
| Murder One                   | Hetfield, Ulrich                    | Hardwired…to Self-Destruct       | 2016 |
| Spit Out the Bone            | Hetfield, Ulrich                    | Hardwired…to Self-Destruct       | 2016 |
| 72 Seasons                   | Hetfield, Ulrich, Hammett           | 72 Seasons                       | 2023 |
| Shadows Follow               | Hetfield, Ulrich                    | 72 Seasons                       | 2023 |
| Screaming Suicide            | Hetfield, Ulrich, Trujillo          | 72 Seasons                       | 2023 |
| Sleepwalk My Life Away       | Hetfield, Ulrich, Trujillo          | 72 Seasons                       | 2023 |
| You Must Burn!               | Hetfield, Ulrich, Trujillo          | 72 Seasons                       | 2023 |
| Lux Æterna                   | Hetfield, Ulrich                    | 72 Seasons                       | 2023 |
| Crown of Barbed Wire         | Hetfield, Ulrich, Hammett           | 72 Seasons                       | 2023 |
| Chasing Light                | Hetfield, Ulrich, Hammett           | 72 Seasons                       | 2023 |
| If Darkness Had a Son        | Hetfield, Ulrich, Hammett           | 72 Seasons                       | 2023 |
| Too Far Gone?                | Hetfield, Ulrich                    | 72 Seasons                       | 2023 |
| Room of Mirrors              | Hetfield, Ulrich                    | 72 Seasons                       | 2023 |
| Inamorata                    | Hetfield, Ulrich                    | 72 Seasons                       | 2023 |

## Kooperationen mit anderen Musikern
| Titel                                                     | Autoren                                   | Album  | Jahr |
| --------------------------------------------------------- | ----------------------------------------- | ------ | ---- |
| Brandenburg Gate (mit Lou Reed)                           | Reed, Hetfield, Ulrich, Hammett, Trujillo | Lulu   | 2011 |
| Cheat on Me (mit Reed)                                    | Reed, Hetfield, Ulrich, Hammett, Trujillo | Lulu   | 2011 |
| Dragon (mit Reed)                                         | Reed, Hetfield, Ulrich, Hammett, Trujillo | Lulu   | 2011 |
| Frustration (mit Reed)                                    | Reed, Hetfield, Ulrich, Hammett, Trujillo | Lulu   | 2011 |
| Iced Honey (mit Reed)                                     | Reed, Hetfield, Ulrich, Hammett, Trujillo | Lulu   | 2011 |
| Junior Dad (mit Reed)                                     | Reed, Hetfield, Ulrich, Hammett, Trujillo | Lulu   | 2011 |
| Little Dog (mit Reed)                                     | Reed, Hetfield, Ulrich, Hammett, Trujillo | Lulu   | 2011 |
| The Memory Remains (mit Marianne Faithfull)               | Hetfield, Ulrich                          | ReLoad | 1997 |
| Mistress Dread (mit Reed)                                 | Reed, Hetfield, Ulrich, Hammett, Trujillo | Lulu   | 2011 |
| No Leaf Clover (mit dem San Francisco Symphony Orchestra) | Hetfield, Ulrich                          | S&M    | 1999 |
| Pumping Blood (mit Reed)                                  | Reed, Hetfield, Ulrich, Hammett, Trujillo | Lulu   | 2011 |
| The View (mit Reed)                                       | Reed, Hetfield, Ulrich, Hammett, Trujillo | Lulu   | 2011 |
| -Human (mit dem San Francisco Symphony Orchestra)         | Hetfield, Ulrich                          | S&M    | 1999 |

## Coverversionen
| Titel | Original-Interpret                                     | Album                                                                              | Jahr |
| --- | ------------------------------------------------------ | ---------------------------------------------------------------------------------- | ---- |
| 53rd & 3rd | Ramones                                                | We're a Happy Family: A Tribute to Ramones                                         | 2003 |
| Am I Evil? | Diamond Head                                           | Creeping Death (UK-Single), Garage Inc.                                            | 1984 |
| Astronomy | Blue Öyster Cult                                       | Garage Inc.                                                                        | 1998 |
| Blitzkrieg | Blitzkrieg                                             | Creeping Death (UK-Single), Garage Inc.                                            | 1984 |
| Breadfan | Budgie                                                 | Harvester of Sorrow (UK-Single), Garage Inc.                                       | 1984 |
| Commando | Ramones                                                | St. Anger (Single)                                                                 | 2003 |
| Cretin Hop | Ramones                                                | St. Anger (Single)                                                                 | 2003 |
| Crash Course in Brain Surgery                                                                                              | Budgie                                                 | Garage Days Re-Revisited, Garage Inc.                                              | 1987 |
| Damage Case | Motörhead                                              | Hero of the Day (Single), Garage Inc.                                              | 1995 |
| Die, Die My Darling | Misfits                                                | Garage Inc.                                                                        | 1998 |
| The Ecstasy of Gold | Ennio Morricone                                        | We All Love Ennio Morricone                                                        | 2007 |
| Free Speech for the Dumb                                                                                                   | Discharge                                              | Garage Inc.                                                                        | 1998 |
| Helpless | Diamond Head                                           | Garage Days Re-Revisited, Garage Inc.                                              | 1987 |
| It’s Electric | Diamond Head                                           | Garage Inc.                                                                        | 1998 |
| Killing Time | Sweet Savage                                           | The Unforgiven (Single), Garage Inc.                                               | 1991 |
| Last Caress/Green Hell (Medley aus den Songs Last Caress und Green Hell)                                                   | Misfits                                                | Garage Days Re-Revisited, Garage Inc.                                              | 1987 |
| Loverman | Nick Cave and the Bad Seeds                            | Garage Inc.                                                                        | 1998 |
| Mercyful Fate (Medley aus den Songs Satan’s Fall, Curse of the Pharaohs, A Corpse Without Soul, Into the Coven und Evil)   | Mercyful Fate                                          | Garage Inc.                                                                        | 1998 |
| The More I See | Discharge                                              | Garage Inc.                                                                        | 1998 |
| Now I Wanna Sniff Some Glue                                                                                                | Ramones                                                | St. Anger (Single)                                                                 | 2003 |
| Overkill | Motörhead                                              | Hero of the Day (Single), Garage Inc.                                              | 1995 |
| The Prince | Diamond Head                                           | Harvester of Sorrow (UK-Single), …And Justice for All (Japan Edition), Garage Inc. | 1988 |
| Remember Tomorrow | Iron Maiden                                            | Maiden Heaven                                                                      | 2008 |
| Ronnie Rising Medley | Dio                                                    | Ronnie James Dio – This Is Your Life                                               | 2014 |
| Sabbra Cadabra (Medley aus den Songs Sabbra Cadabra und A National Acrobat)                                                | Black Sabbath                                          | Garage Inc.                                                                        | 1998 |
| The Small Hours | Holocaust                                              | Garage Days Re-Revisited, Garage Inc.                                              | 1998 |
| So What | Anti-Nowhere League                                    | The Unforgiven (Single), Garage Inc.                                               | 1991 |
| Stone Cold Crazy | Queen                                                  | Elektra’s 40th Anniversary, Garage Inc.                                            | 1989 |
| Stone Dead Forever | Motörhead                                              | Hero of the Day (Single), Garage Inc.                                              | 1995 |
| Today your Love Tomorrow the World                                                                                         | Ramones                                                | St. Anger (Single)                                                                 | 2003 |
| Too Late Too Late | Motörhead                                              | Hero of the Day (Single), Garage Inc.                                              | 1995 |
| Tuesday’s Gone (mit John Popper, Jerry Cantrell, Sean Kinney, Les Claypool, Pepper Keenan, Jim Martin und Gary Rossington) | Lynyrd Skynyrd                                         | Garage Inc.                                                                        | 1998 |
| Turn the Page | Bob Seger                                              | Garage Inc.                                                                        | 1998 |
| The Wait | Killing Joke                                           | Garage Days Re-Revisited, Garage Inc.                                              | 1987 |
| When a Blind Man Cries | Deep Purple                                            | Re-Machined: a Tribute to Deep Purple                                              | 2012 |
| We’re a Happy Family | Ramones                                                | St. Anger (Single)                                                                 | 2003 |
| Whiskey in the Jar | Irisches Volkslied (durch Thin Lizzy populär geworden) | Garage Inc.                                                                        | 1998 |